# اتحاد وهران
اتحاد رياضي مدينة وهران هو نادي كرة قدم جزائري مقرّه في وهران، أحد أقدم وأعرق النوادي الجزائرية. تأسس يوم 1 مارس 1926 في حي المدينة الجديدة بوهران تحت اسم الاتحاد الرياضي الإسلامي لوهران، ويعد الفريق واحد من أعرق النوادي الجزائرية والشمال أفريقية وهذا بفضل إنجازاته الكبيرة خاصة في فترة ما بين الثلاثينات والستينات.

## تاريخ النادي
في 1 مارس 1926 بمقهى الرياضيين الوهرانيين بحي المدينة الجديدة بوهران، التقى ناشطون وطنيون على رأسهم صادق بومعزة وكان برفقة بن دوبة، بومفرع، بن قلة وآخرون وقررو إنشاء نادي رياضي يوحد بين عدة أندية صغيرة كانت تمثل الأحياء المسلمة للمدينة.
ودام الاجتماع ليلة كاملة واتفقو كذلك تسمية النادي بالإتحاد الرياضي الإسلامي لوهران وذلك لتمثيل المواطنين الجزائريين الوهرانيين المسلمين إبان الإستعمار الفرنسي على غرار نادي مولودية وهران. ورغم معارضة السلطات الإدارية الإستعمارية على هذا الاسم، إلا أن المسؤولون في النادي أصرو الحفاظ على الاسم وهذا ما حدث وأصبح النادي هو الأول في الجزائر يحمل في اسمه كلمة الإسلامي حيث كانت الأندية الإسلامية الأخرى مجبرة على وضع كلمة فرانكو إسلامي.
وقد كان يضم النادي، العديد من التخصصات هي ألعاب القوى، كرة السلة، الملاكمة، الدراجات، كرة اليد، السباحة وكرة الطائرة وقسم لكرة القدم وكان النادي الذي يمثل كرة القدم سيصبح أسطورة كروية في وهران والجزائر وفي جميع أنحاء شمال أفريقيا وهذا بإنجازاته الكبيرة عبر المنطقة.

## قائمة لاعبي النادي لموسم 2015-2016
تشكيلة اتحاد وهران في لموسم 2015-2016 كالتالي :
| رقم | مركز | اسم |
| --- | ---- | --- |

|
| رقم | مركز | اسم |
| --- | ---- | --- |

|}
|}

## طاقم العاملين

### الطاقم الفني
| المدير الفني         | محمد جرادي      |
| مساعد المدرب         | فرحات مغفور     |
| مدربين الفئات الصغرى | خليل كروزات     |
| مدرب الحراس          | محي الدين عبادو |

### الطاقم الطبي
| الطبيب  | ...             |
| المعالج | هواري بدر الدين |

### الطاقم الإداري
| رئيس النادي      | مختار بوغراسة |
| نائب رئيس النادي | كريم مكاوش    |
| المستشار الفني   |               |
| المناجير العام   | مصطفى عابد    |
| المدير التقني    |               |
| أمين الصندوق     |               |
| أمين عام النادي  | محمد غيلاس    |

## الألقاب والإنجازات

### على المستوى الوطني
- البطولة الوهرانية

البطل (7 مرات) : 32-1933, 42-1943, 43-1944, 44-1945, 45-1946, 48-1949, 49-1950
- كأس وهران

الفائز (مرة واحدة) : 51-1952

### على المستوى الدولي
- بطولة شمال إفريقيا

وصيف البطل (3 مرات) : 1933, 1935, 1950
- كأس شمال إفريقيا

وصيف البطل (مرة واحدة) : 1954

## وصلات خارجية
- موقع أنصار اتحاد وهران